# (5593) Jonsujatha
(5593) Jonsujatha (1991 JN1) – planetoida z pasa głównego asteroid okrążająca Słońce w ciągu 3,43 lat w średniej odległości 2,27 j.a. Odkryta 9 maja 1991 roku.